# أوسكار يلينك
أوسكار يلينك Oskar Jellinek (ولد في 22 يناير 1886 في برون – وتوفي في 12 أكتوبر 1949 في لوس أنجلوس) هو أديب نمساوي.

## حياته
ينحدر أوسكار يلينك من عائلة يهودية تعمل في التجارة في برون. درس القانون في فيينا. وعمل حتى عام 1919 قاضيا وتخلى عن تلك المهنة، ليصبح كاتبا حرا في فيينا.
هرب يلينك في عام 1938 إلى فرنسا ثم إلى الولايات المتحدة الأمريكية حيث مات في عام 1949.

## من أعماله
- قاضي الفلاحين (أقصوصة 1925)
- أم التسعة (أقصوصة 1926)
- الابن 1928
- كانت القرية بأكملها في تمرد 1930

## روابط خارجية
- أوسكار يلينك على موقع أوليمبيديا (الإنجليزية)